# 피티스

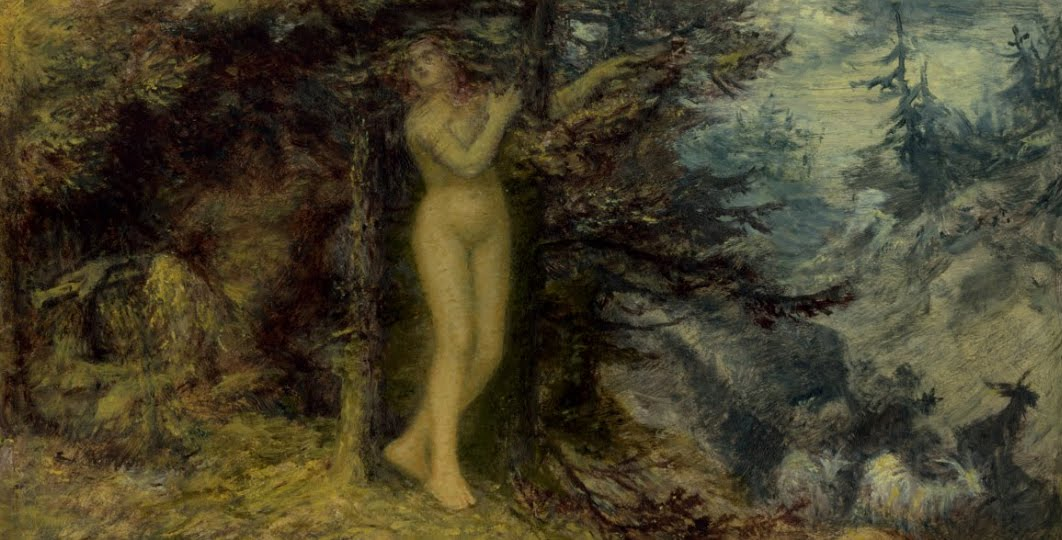
에드워드 캘버트의 '판과 피티스'(Pan and Pitys, 1850년경)

피티스(Pitys)는 그리스 신화에 나오는 숲의 님프이다. 판은 숲의 님프 피티스의 아름다운 모습을 보고 한 눈에 반해 쫓아다녔다. 그러나 판과의 결합을 원하지 않았던 피티스는 바람처럼 빠르게 이산 저산으로 도망다녔다. 신은 피티스가 판의 추적으로부터 벗어나 안식을 취할 수 있도록 그녀를 소나무로 변신시켰다. 그녀 자신이 땅 속으로 사라져 버렸다는 설도 있다. 그러나 그 뒤에도 판은 피티스에 대한 미련을 버리지 못해 소나무 가지로 만든 화관을 쓰고 다녔다고 한다. 반대로, 피티스가 판을 사랑하였으나 북풍의 신 보레아스의 시기로 죽음을 맞이했다는 이야기도 있다. 이 이야기에 따르면 판과 보레아스는 동시에 피티스에게 구애했다. 그러나 피티스는 판의 사랑만을 받아들였고 분노한 보레아스는 그녀를 절벽에서 밀어버렸다. 이를 안타깝게 여긴 대지는 그녀의 시신을 거두어 소나무로 만들어 주었다.

## 같이 보기
- 다프네
- 시링크스